# Associazione Calcio Benevento 1948-1949
Questa voce raccoglie le informazioni riguardanti l'Associazione Calcio Benevento nelle competizioni ufficiali della stagione 1948-1949.

## Rosa
| N. |                   | Ruolo | Calciatore          |
| -- | ----------------- | ----- | ------------------- |
|    | Italia (bandiera) | A     | Avedano             |
|    | Italia (bandiera) | D     | Domenico Carofiglio |
|    | Italia (bandiera) | A     | Alvaro Cecati       |
|    | Italia (bandiera) | D     | U. Colombo          |
|    | Italia (bandiera) | C     | E. Gelsomino        |
|    | Italia (bandiera) | A     | F. Labbate          |
|    | Italia (bandiera) | C     | Guido Manfré        |

| N. |                     | Ruolo | Calciatore        |
| -- | ------------------- | ----- | ----------------- |
|    | Italia (bandiera)   | P     | Sergio Morselli   |
|    | Italia (bandiera)   | A     | Enzo Pastore      |
|    | Italia (bandiera)   | C     | M. Saracino       |
|    | Italia (bandiera)   | C     | Serranò           |
|    | Italia (bandiera)   | A     | R. Simoni         |
|    | Italia (bandiera)   | C     | Pasquale Trabucco |
|    | Ungheria (bandiera) | A     | E. Wellisch       |

## Risultati

### Serie C

#### Girone D

##### Girone di andata
| Avellino 3 ottobre 1948 1ª giornata | Avellino | 2 – 1 | Benevento |  |

| Arbitro: | Calizza (Roma) |

|                |           |  |
| Longhi 2’, 71’ | Marcatori |  |

| Benevento 17 ottobre 1948 3ª giornata | Benevento | 2 – 1 | Messina |  |

| Benevento 24 ottobre 1948 4ª giornata | Benevento | 2 – 0 | Catanzaro |  |

| Foggia 11 novembre 1948 5ª giornata | Foggia | 0 – 1 | Benevento |  |

| Benevento 4 novembre 1948 6ª giornata | Benevento | 3 – 2 | Potenza |  |

| Scafati 7 novembre 1948 7ª giornata | Scafatese | 0 – 1 Annullata in seguito al ritiro della Scafatese | Benevento |  |

| Benevento 14 novembre 1948 8ª giornata | Benevento | 3 – 0 | Igea Virtus |  |

| Benevento 21 novembre 1948 9ª giornata | Benevento | 2 – 0 | Stabia |  |

| 28 novembre 1948 10ª giornata |  | – Turno di riposo |  |  |

| Messina 5 dicembre 1948 11ª giornata | Arsenale Messina          | 0 – 0 referto | Benevento | \| Arbitro: \| Marchese (Frattamaggiore) \| |
| Arbitro:                             | Marchese (Frattamaggiore) |               |           |                                             |

| Arbitro: | Fidomanzo (Messina) |

|                           |           |  |
| Cara I 51’ Santacroce 84’ | Marcatori |  |

| Benevento 19 dicembre 1948 13ª giornata | Benevento | 0 – 0 | Catania |  |

| Benevento 26 dicembre 1948 14ª giornata | Benevento | 2 – 0 | Crotone |  |

| Arbitro: | Di Giovanni (Pescara) |

|             |           |             |
| Paruzza 10’ | Marcatori | 37’ Avedano |

| Arbitro: | Quaranta (Bari) |

|                 |           |  |
| Castaldo II 40’ | Marcatori |  |

| Benevento 16 gennaio 1949 17ª giornata | Benevento | 3 – 0 | Acireale |  |

| Benevento 23 gennaio 1949 18ª giornata | Benevento | 0 – 0 | Drepanum |  |

| Arbitro: | Matteucci (Roma) |

|                        |           |            |
| Begnini 37’ Geraci 56’ | Marcatori | 42’ Surano |

##### Girone di ritorno
| Benevento 6 febbraio 1949 20ª giornata | Benevento | 3 – 1 | Avellino |  |

| Benevento 13 febbraio 1949 21ª giornata | Benevento | 3 – 1 | Nocerina |  |

| Messina 20 febbraio 1949 22ª giornata | Messina | 1 – 1 referto | Benevento |  |

| Catanzaro 17 marzo 1949 23ª giornata | Catanzaro | 5 – 1 | Benevento |  |

| Benevento 13 marzo 1949 24ª giornata | Benevento | 1 – 0 referto | Foggia |  |

| Potenza 20 marzo 1949 25ª giornata | Potenza | 0 – 3 referto | Benevento |  |

| 27 marzo 1949 26ª giornata |  | – Turno di riposo |  |  |

| Barcellona Pozzo di Gotto 3 aprile 1949 27ª giornata | Igea Virtus | 0 – 2 | Benevento |  |

| Castellammare di Stabia 10 aprile 1949 28ª giornata | Stabia | 1 – 0 | Benevento |  |

| 17 aprile 1949 29ª giornata |  | – Turno di riposo |  |  |

| Benevento 24 aprile 1949 30ª giornata | Benevento | 2 – 0 | Arsenale Messina |  |

| Benevento 1 maggio 1949 31ª giornata | Benevento | 2 – 0 | Reggina |  |

| Catania 8 maggio 1949 32ª giornata | Catania | 1 – 0 referto | Benevento |  |

| Crotone 15 maggio 1949 33ª giornata | Crotone | 1 – 0 referto | Benevento |  |

| Benevento 22 maggio 1949 34ª giornata | Benevento | 2 – 1 referto | Brindisi |  |

| Benevento 29 maggio 1949 35ª giornata | Benevento | 3 – 4 | Torrese |  |

| Acireale 5 giugno 1949 36ª giornata | Acireale | 1 – 0 | Benevento |  |

| Trapani 12 giugno 1949 37ª giornata | Drepanum | 0 – 1 | Benevento |  |

| Benevento 19 giugno 1949 38ª giornata | Benevento | 1 – 0 referto | Cosenza |  |